# NGC 4723
NGC 4723 (również PGC 43508) – magellaniczna galaktyka spiralna (Sm), znajdująca się w gwiazdozbiorze Kruka. Odkrył ją Wilhelm Tempel w 1882 roku.